# Bộ hộp
Bộ hộp (tiếng Anh: box set) hay bộ đóng hộp là tổng hợp các thứ (ví dụ như tuyển tập sách, băng đĩa nhạc, phim ảnh hoặc chương trình truyền hình) theo truyền thống thì được đóng gói trong một cái hộp và được bày bán như một bộ phận đơn lẻ.

## Sách
Ngày nay còn có dạng tuyển tập bộ hộp kỹ thuật số, ví dụ như 21 Shades of Night (21 Bóng Đêm).